# Jerzy Mazurczyk
Jerzy Antoni Mazurczyk (ur. 10 października 1903 w Warszawie, zm. 2 maja 1995) – polski rzeźbiarz, profesor Akademii Sztuk Pięknych w Łodzi kierownik Wydziału Rzeźby oraz wykładowca na Wydziale Architektury Wnętrz. Członek ZPAP w Łodzi.
Był mężem rzeźbiarki – Elwiry Zachert-Mazurczykowej, którą poznał w trakcie studiów w pracowni rzeźby prof. Tadeusza Breyera na warszawskiej ASP.
Pochowany w części rzymskokatolickiej Starego Cmentarza w Łodzi.

## Nagroda
- Nagroda Miasta Łodzi – za szczególne zasługi artystyczne w dziedzinie rzeźbiarstwa i twórczości pomnikowej[12].

## Rzeźby
- Gipsowa rzeźba „Przez zjednoczenie do potęgi Polski” (1939, wraz z Elwirą Zachert-Mazurczykową; w zbiorach Muzeum Warszawy)[13], przedstawia: robotnika, chłopa, intelektualistę i żołnierza trzymających się za ręce w geście solidaryzmu społecznego, w środku rzeźby znajduje się Polonia z Mieczem[14],
- „Śląsk, Stolica i Morze” dla placu Konstytucji (1951, wraz z Elwirą Zachert-Mazurczykową)[15],
- Pomnik Stanisława Moniuszki w Łodzi (1958, wraz z Elwirą Zachert-Mazurczykową)[16],
- Pomnik Tadeusza Kościuszki w Łodzi (1960, wraz z Mieczysławem Lubelskim, Antonim Biłasem, Elwirą Zachert-Mazurczykową)[17][18],
- Popiersie Juliana Tuwima w Łodzi (1961[19]wraz z Elwirą Zachert-Mazurczykową)[20],
- Pomnik Juliana Marchlewskiego w Łodzi na Starym Rynku (1964, wraz z Elwirą Zachert-Mazurczykową)[16][21], pomnik usunięto w 1991[22].

## Konkursy
- na opracowanie plastyczne centralnej części zachodniej ściany hali odjazdów z zastosowaniem mozaiki i płaskorzeźby dla Dworca Głównego w Warszawie (1938, wraz z Elwirą Zachert-Mazurczykową – laureaci) – koncepcja dotyczyła ustawienia na ceramicznym tle figur symbolizujących bogactwa Polski oraz posąg Polonii unoszącej orła symboli bogactw Polski[23]